# Рібейра-Гранде (Азори)
Рібе́йра-Гра́нде (порт. Ribeira Grande; МФА: [ʁi.ˈbɐj.ɾɐ ˈgɾɐ̃.dɨ], Рібе́йра-Гра́нди) — муніципалітет і місто в Португалії, в автономному регіоні Азорські острови. Розташований на острові Сан-Мігел в Атлантичному океані, на теренах історичної португальської провінції Азори. Належить до Ангрської діоцезії Католицької церкви в Португалії. Права міського самоврядування має з 1507 року. Поділяється на 14 парафій.  Площа муніципалітету — 180,15 км², населення муніципалітету — 32112 ос. (2011); густота населення — 178,25 осіб/км²
. Патрон — Діва Марія. Святковий день муніципалітету — 29 червня. Поштовий індекс — 9600.  Код місцевої адміністративної одиниці — 2016. Складова статистичного регіону Азори.

## Географія
Рібейра-Гранде розташована на Азорських островах в Атлантичному океані, на півночі острова Сан-Мігел.
Рібейра-Гранде розташоване за 15 км на північний схід від міста Понта-Делгада на північному березі острова Сан-Мігел.
Муніципалітет межує: 
- на півночі — Атлантичний океан
- на сході — муніципалітет Нордеште
- на півдні — муніципалітет Віла-Франка-ду-Кампу, Віла-да-Повуасан, Лагоа
- На заході — муніципалітет Понта-Делгада

## Історія
1507 року португальський король Мануел I надав Рібейрі форал, яким визнав за поселенням статус містечка та муніципальні самоврядні права.

## Населення
| Кількість мешканців | Кількість мешканців | Кількість мешканців | Кількість мешканців | Кількість мешканців | Кількість мешканців | Кількість мешканців | Кількість мешканців | Кількість мешканців | Кількість мешканців | Кількість мешканців | Кількість мешканців | Кількість мешканців | Кількість мешканців | Кількість мешканців | Кількість мешканців |
| ------------------- | ------------------- | ------------------- | ------------------- | ------------------- | ------------------- | ------------------- | ------------------- | ------------------- | ------------------- | ------------------- | ------------------- | ------------------- | ------------------- | ------------------- | ------------------- |
| 1864                | 1878                | 1890                | 1900                | 1911                | 1920                | 1930                | 1940                | 1950                | 1960                | 1970                | 1981                | 1991                | 2001                | 2011                |                     |
| 23 728              | 26 798              | 25 223              | 25 778              | 25 302              | 25 218              | 28 486              | 32 937              | 37 524              | 39 597              | 32 165              | 28 128              | 27 163              | 28 462              | 32 112              |                     |

## Парафії
1. Кальеташ
2. Консейсан
3. Ломб-да-Майа
4. Ломб-де-Сан-Педру
5. Майа
6. Матріш
7. Піку-да-Педра
8. Порту-Формозу
9. Рабу-де-Пейше
10. Рібейра-Сека
11. Рібейрінья
12. Санта-Барбара
13. Сан-Браш
14. Фенайш-да-Ажуда